# Oligofilomorpha interstitiophilum
Oligofilomorpha interstitiophilum är en plattmaskart som beskrevs av Faubel 1974. Oligofilomorpha interstitiophilum ingår i släktet Oligofilomorpha och familjen Solenofilomorphidae. Inga underarter finns listade i Catalogue of Life.